# Comuna Grădiștea, Ilfov
Grădiștea (în trecut, Greci, Grădiștea lui Gherman sau Greci-Grădiștea) este o comună în județul Ilfov, Muntenia, România, formată din satele Grădiștea (reședința) și Sitaru. Se află pe malul lacului Căldărușani. Pe teritoriul comunei se află Rezervația forestieră Căldărușani care a luat ființă în 1954.

## Așezare
Comuna se află în partea de nord-est a județului, la limita cu județul Ialomița, pe malul râului Vlăsia, în zona unde acesta are confluența cu râul Cociovaliștea și formează lacul Căldărușani. Prin comună trece șoseaua județeană DJ101, care o leagă spre est în județul Ialomița de Fierbinți-Târg, Dridu și Jilavele (unde se termină în DN1D; și spre vest de Moara Vlăsiei (unde are acces la autostrada A3), Balotești (unde se intersectează cu DN1), Corbeanca și Buftea (unde se termină în DN1A).
Prin comună trece și calea ferată București–Urziceni, pe care este deservită de halta de mișcare Greci.

## Demografie
Componența etnică a comunei Grădiștea
     Români (93,04%)
     Romi (1,8%)
     Alte etnii (0,12%)
     Necunoscută (5,04%)
Componența confesională a comunei Grădiștea
     Ortodocși (93,35%)
     Alte religii (1,24%)
     Necunoscută (5,42%)
Conform recensământului efectuat în 2021, populația comunei Grădiștea se ridică la 3.231 de locuitori, în scădere față de recensământul anterior din 2011, când fuseseră înregistrați 3.268 de locuitori. Majoritatea locuitorilor sunt români (93,04%), cu o minoritate de romi (1,8%), iar pentru 5,04% nu se cunoaște apartenența etnică. Din punct de vedere confesional, majoritatea locuitorilor sunt ortodocși (93,35%), iar pentru 5,42% nu se cunoaște apartenența confesională.

## Politică și administrație
Comuna Grădiștea este administrată de un primar și un consiliu local compus din 13 consilieri. Primarul, Mihail Toma[*], de la Coaliția Națională pentru România, este în funcție din 2004. Începând cu alegerile locale din 2024, consiliul local are următoarea componență pe partide politice:
|  | Partid                            | Consilieri | Componența Consiliului | Componența Consiliului | Componența Consiliului | Componența Consiliului | Componența Consiliului | Componența Consiliului | Componența Consiliului | Componența Consiliului | Componența Consiliului |
|  | --------------------------------- | ---------- | ---------------------- | ---------------------- | ---------------------- | ---------------------- | ---------------------- | ---------------------- | ---------------------- | ---------------------- | ---------------------- |
|  | Coaliția Națională pentru România | 9          |                        |                        |                        |                        |                        |                        |                        |                        |                        |
|  | Alianța Dreapta Unită             | 4          |                        |                        |                        |                        |                        |                        |                        |                        |                        |

## Istorie
La sfârșitul secolului al XIX-lea, comuna purta numele de Greci-Grădiștea, făcea parte din plasa Mostiștea a județului Ilfov și era formată din satele Grecii de Sus, Măxineni și Grădiștea, totalizând circa 1000 de locuitori. În comună funcționau două biserici — una din 1845 și alta foarte veche, care păstra morminte ctitoricești datate 1548 și 1626. În 1925, comuna este atestată cu numele de Greci, ca făcând parte din plasa Fierbinți a aceluiași județ, fiind formată din satele Grădiștea, Grecii de Jos, Grecii de Mijloc, Grecii de Sus, Balamuci și Măxineni.
În 1950, comuna a fost inclusă în raionul Căciulați și apoi (după 1960) în raionul Urziceni din regiunea București. În 1968, la reorganizarea administrativă, a devenit parte din județul Ilfov, satele ei fiind și ele comasate până la structura actuală. Astfel, satul Grecii de Mijloc a fost inclus în satul Sitaru, iar satele Măxineni și Grecii de Sus au fost incluse în satul Grădiștea. În 1981, la o nouă reorganizare administrativă, comuna a devenit pentru câteva luni parte din județul Ialomița, pentru ca în toamna aceluiași an să fie transferată la Sectorul Agricol Ilfov din subordinea municipiului București, sector devenit în 1998 județul Ilfov.

## Monumente istorice
Cinci obiective din comuna Grădiștea sunt incluse în lista monumentelor istorice din județul Ilfov, ca monumente de interes local. Trei dintre acestea sunt situri arheologice — situl de „la Ceair”, ce cuprinde o așezare din Epoca Bronzului aparținând culturilor Glina și Tei și una din secolele al II-lea–I î.e.n.; situl de pe malul sudic al lacului Căldărușani, în zona conacului Hagi Tudorache și a bisericii Sfânta Vineri, ce cuprinde așezări din Epoca Bronzului, secolele al V-lea&al VI-lea e.n. și secolele al XVI-lea–al XVIII-lea; și situl aflat la nord-est de primărie, ce cuprinde o așezare geto-dacică și una din Epoca Bronzului.
Celelalte două sunt clasificate ca monumente de arhitectură — biserica „Adormirea Maicii Domnului”-Măxineni din satul Grădiștea, datând cel puțin din 1547-1657, cu modificări efectuate în 1859; și biserica cu același hram din satul Sitaru, din zona fostului sat Grecii de Mijloc, datând din secolul al XVIII-lea.